# Paraphelenchidae
Paraphelenchidae é uma família de nematóides pertencentes à ordem Aphelenchida.
Géneros:
- Metaphelenchus Steiner, 1944
- Paraphelenchus Micoletzky, 1922